# Iuhina collroja
La iuhina collroja (Yuhina flavicollis) és un ocell de la família dels zosteròpids (Zosteropidae).

## Hàbitat i distribució
Habita boscos i vegetació secundària al nord de l'Índia des d'Himachal Pradesh cap a l'est fins Arunachal Pradesh i, més cap al sud, al sud-est de Bangladesh, Manipur i Nagaland, sud-est del Tibet, oest, nord i est de Myanmar, sud-oest de la Xina a l'oest i sud-est de Yunnan, nord-oest de Tailàndia, nord de Laos i nord del Vietnam al nord-oest de Tonquín.